# Valle de Santa Ana
Valle de Santa Ana és un municipi de la província de Badajoz, a la comunitat autònoma d'Extremadura.